# 斯旺鏢鱸
斯旺鏢鱸為輻鰭魚綱鱸形目鱸亞目河鱸科鏢鱸屬的其中一種，分布於美國田納西河上游流域，體長可達9公分，棲息在礫石底質的溪流。